# John Castino
John Anthony Castino (Evanston, Illinois, 23 de octubre de 1954), más conocido como John Castino, es un exjugador profesional estadounidense de béisbol que se desempeñó en la posición de tercera base en las Grandes Ligas de Béisbol (MLB). Logró obtener el premio Novato del Año.

## Carrera
Castino jugó como profesional seis temporadas en Minnesota Twins (1979-1984), equipo en el que se retiró.

## Premios
En 1979, fue galardonado con el premio Novato del Año.